# Каракачанская собака
Каракачанская собака, или болгарская овчарка (болг. каракачанско куче), — выносливый сторожевой пёс с Балканского полуострова, преданный и надёжный спутник племени каракачан.

## Происхождение
Родина болгарской овчарки является Болгария. Это одна из старейших пастушьих пород Балканских стран. Ближайшими родственниками и земляками каракачанской собаки являются греческая овчарка и хорватская планинская собака, а также официально признанные FCI породы шарпланинац и крашская овчарка.

## Внешний вид

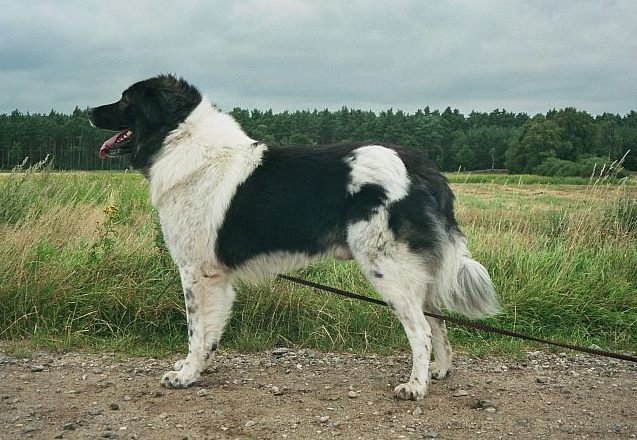

Изначально порода предназначалась для охраны отары от хищников. Это крупная, сильная, бесстрашная, неприхотливая, умеющая постоять за себя собака. Можно сказать, что облик каракачанки сформирован самой природой. У неё должна быть массивная голова с плавным переходом ото лба к морде, сильные челюсти, крупные зубы, короткая сильная шея, крепкие конечности, широкая грудь, мускулистая поясница и очень хорошая дыхательная система. У болгарских чабанских собак прекрасное зрение, отлично развиты обоняние и слух, что вполне очевидно, учитывая основное предназначение породы. Шерсть болгарской овчарки состоит из длинного жёсткого остевого волоса и густого мягкого подшёрстка. Окрас у болгарских овчарок может быть разный, но преобладает белый с тёмными или рыжими пятнами. Встречаются также собаки необычного окраса «ред ноуз». Они имеют пятна «ржавого» цвета, мочку носа, так называемого мясного оттенка и янтарные глаза. Выглядит такой пёс исключительно эффектно и особенно ценится знатоками породы.

## Характер
Эта порода обладает ярко выраженным инстинктом охраны территории и способна охранять «своё имущество» без присутствия хозяина. Болгарская овчарка подозрительна к незнакомцам, но с радостью приветствует членов своей семьи. Особенно она привязана к детям, с которыми вместе растёт.
Обычно болгарская овчарка выбирает одного хозяина, а всем остальным членам семьи снисходительно разрешает быть рядом. В присутствии хозяина собака спокойно реагирует на гостей, но в его отсутствие гостю бесполезно напоминать неподкупному сторожу, что он был в этом доме буквально вчера.

## Стандарт
Официальный стандарт породы написан в 1991 году и одобрен в 2005 году государственной Комиссией по породам животных Министерства сельского хозяйства республики Болгарии (Свидетельство о признании породы № BG 10675 P2).
- Вес (по стандарту ограничений нет): кобели не менее 40 кг, суки не менее 30 кг
- Высота в холке: кобели от 65 см, суки от 60 см

3 ноября 2010 года щенка болгарской овчарки подарили премьер-министру России Владимиру Путину при его посещении Болгарии.